# 坑尾村

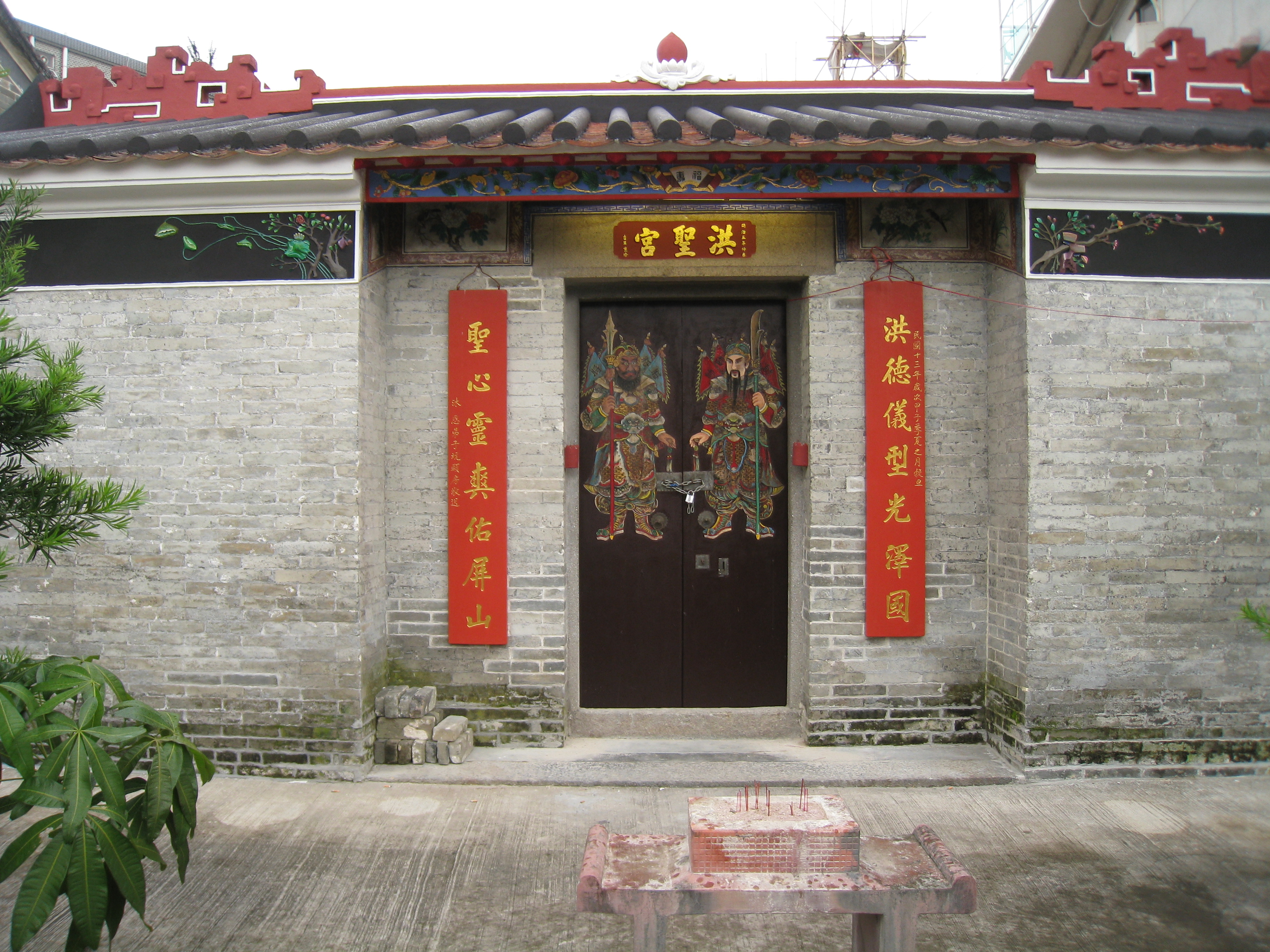
坑尾村內的洪聖廟

22°26′40″N 114°00′29″E / 22.444451°N 114.0081°E
坑尾村（英語：Hang Mei Tsuen）是位於香港元朗區屏山的鄉村，屬屏山文物徑的一部份。

## 歷史
坑尾村是屏山鄧氏建立的「三圍六村」之一。「三圍六村」分別為：上璋圍、橋頭圍、灰沙圍、坑頭村、坑尾村、塘坊村、新村、洪屋村及新起村。

## 外部連結
- 居民代表選舉坑尾村（屏山）的劃定現有鄉村範圍（2019至2022年） （页面存档备份，存于）
- 古物古蹟辦事處「香港傳統中式建築資訊系統」：坑尾村 （页面存档备份，存于）